# Warrensburg (CDP, New York)
Warrensburg ist ein census-designated place (CDP) im Warren County des US-Bundesstaates New York. Zum Zeitpunkt des United States Census 2000 hatte der CDP 3208 Einwohner. Warrensburg liegt in der Glens Falls Metropolitan Statistical Area.
Ein Großteil des historischen Kerns Warrensburgs bildet den 2001 in das National Register of Historic Places aufgenommenen Hamlet of Warrensburgh Historic District. Ebenfalls im Bestand des National Register of Historic Places sind das Merrill MaGee House, der Mixter Blacksmith Shop sowie der Warrensburg Mills Historic District.

## Geographie

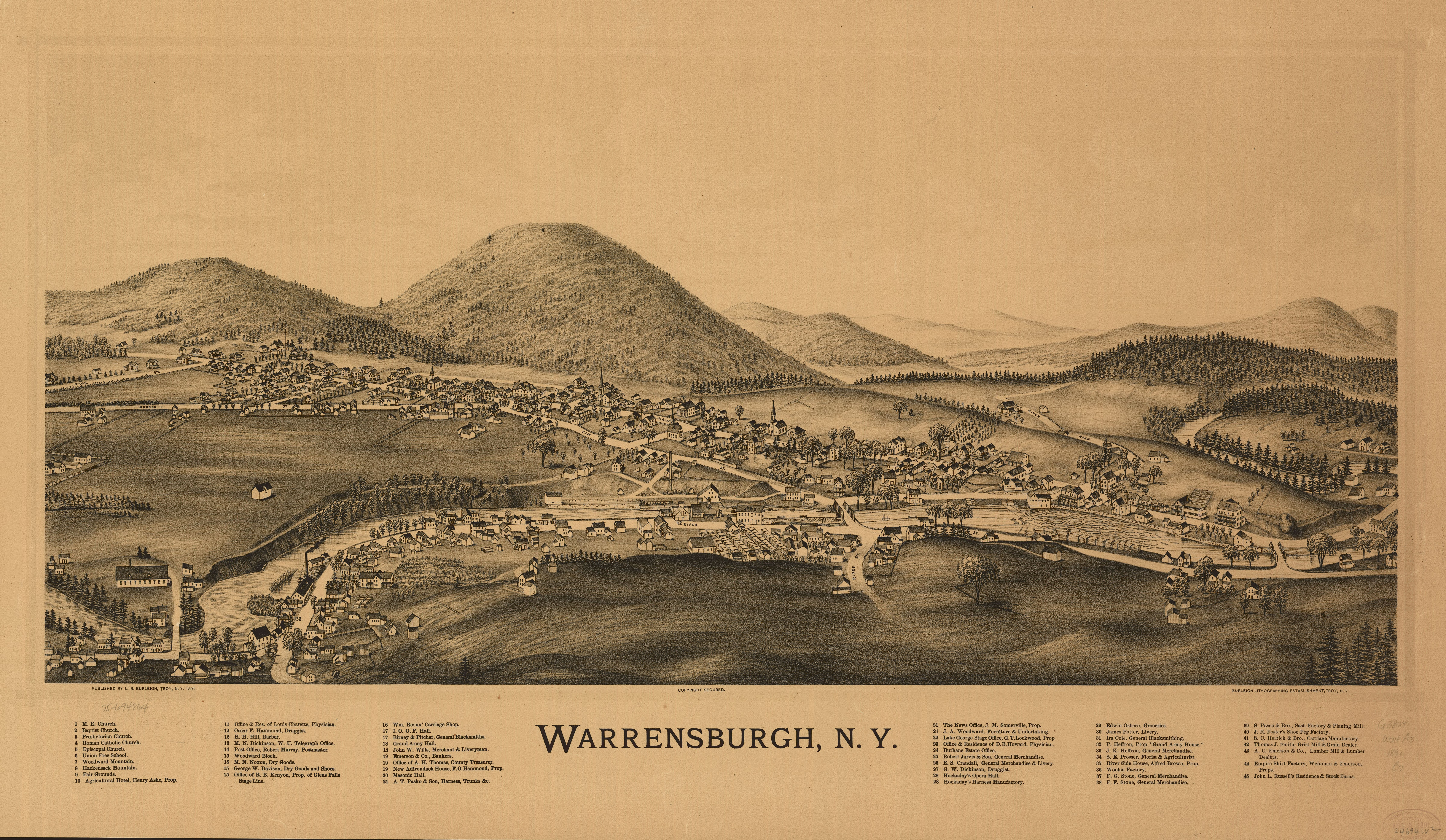
Lithographie von Warrensburg von L. R. Burleigh von 1891

Nach den Angaben des United States Census Bureaus hat der CDP eine Gesamtfläche von 29,2 km², wovon 28,7 km² auf Land und 0,5 km² (= 1,86 %) auf Gewässer entfallen. Er liegt vollständig innerhalb der Town of Warrensburg. Obwohl Warrensburg nur ein Fünftel der Townfläche einnimmt, wohnen rund drei Viertel ihrer Einwohner hier. Die Bevölkerungsdichte des CDPs beträgt das 14-Fache der Town.
Warrensburg liegt Schroon River westlich des Lake George im Adirondack Park. Die Stadt liegt am U.S. Highway 9 und westlich der Interstate 87 (The Northway).

## Demographie
Zum Zeitpunkt des United States Census 2000 bewohnten Warrensburg 3208 Personen. Die Bevölkerungsdichte betrug 111,8 Personen pro km². Es gab 1453 Wohneinheiten, durchschnittlich 50,6 pro km². Die Bevölkerung in Warrenburg bestand zu 98,38 % aus Weißen, 0,12 % Schwarzen oder African Americans, 0,09 % Native Americans, 0,44 % Asians, 0 % Pacific Islanders, 0,09 % gaben an, anderen Rassen anzugehören, und 0,87 % nannten zwei oder mehr Rassen. 0,50 % der Bevölkerung erklärten, Hispanos oder Latinos jeglicher Rasse zu sein.
Die Bewohner Warrensburgs verteilten sich auf 1297 Haushalte, von denen in 32,9 % Kinder unter 18 Jahren lebten. 47,1 % der Haushalte stellten Verheiratete, 15,0 % hatten einen weiblichen Haushaltsvorstand ohne Ehemann und 33,3 % bildeten keine Familien. 26,8 % der Haushalte bestanden aus Einzelpersonen und in 11,6 % aller Haushalte lebte jemand im Alter von 65 Jahren oder mehr alleine. Die durchschnittliche Haushaltsgröße betrug 2,42 und die durchschnittliche Familiengröße 2,90 Personen.
Die Bevölkerung verteilte sich auf 25,0 % Minderjährige, 7,2 % 18–24-Jährige, 27,4 % 25–44-Jährige, 25,7 % 45–64-Jährige und 14,6 % im Alter von 65 Jahren oder mehr. Der Median des Alters betrug 39 Jahre. Auf jeweils 100 Frauen entfielen 88,4 Männer. Bei den über 18-Jährigen entfielen auf 100 Frauen 82,5 Männer.
Das mittlere Haushaltseinkommen in Warrensburg betrug 27.372 US-Dollar und das mittlere Familieneinkommen erreichte die Höhe von 32.689 US-Dollar. Das Durchschnittseinkommen der Männer betrug 31.322 US-Dollar, gegenüber 20.833 US-Dollar bei den Frauen. Das Pro-Kopf-Einkommen belief sich auf 15.585 US-Dollar. 17,7 % der Bevölkerung und 14,1 % der Familien hatten ein Einkommen unterhalb der Armutsgrenze, davon waren 27,1 % der Minderjährigen und 6,7 % der Altersgruppe 65 Jahre und mehr betroffen.

## Belege
1. ↑  Metropolitan Areas and Components, 1999, with FIPS Codes. US Census Bureau, archiviert vom Original am 10. Mai 2009; abgerufen am 10. März 2021.
2. ↑  National Register Information System. In: National Register of Historic Places. National Park Service, abgerufen am 13. März 2009 (englisch).